# چپرانو
چپرانو (به ایتالیایی: Ceprano) یک کومونه در ایتالیا است که در استان فروزینونه واقع شده‌است.

## خصوصیات
چپرانو ۳۷ کیلومترمربع مساحت و ۸٬۶۳۰ نفر جمعیت دارد و ۱۰۵ متر بالاتر از سطح دریا واقع شده‌است.

## خواهرخوانده
شهرهای ترانی، مانفردونیا و سیچوآن خواهرخوانده‌های چپرانو هستند.